# Pernes (Santarém)
Pernes es una freguesia portuguesa del concelho de Santarén, con 14,06 km² de superficie y 1.689 habitantes (2001). Su densidad de población es de 120,1 hab/km².